# Francesco Bacchiacca
Francesco d'Ubertino Verdi, zvaný Bachiacca, známý rovněž jako Francesco Ubertini, il Bacchiacca (1. března 1494 – 5. října 1557) byl italský renesanční malíř.

## Životopis

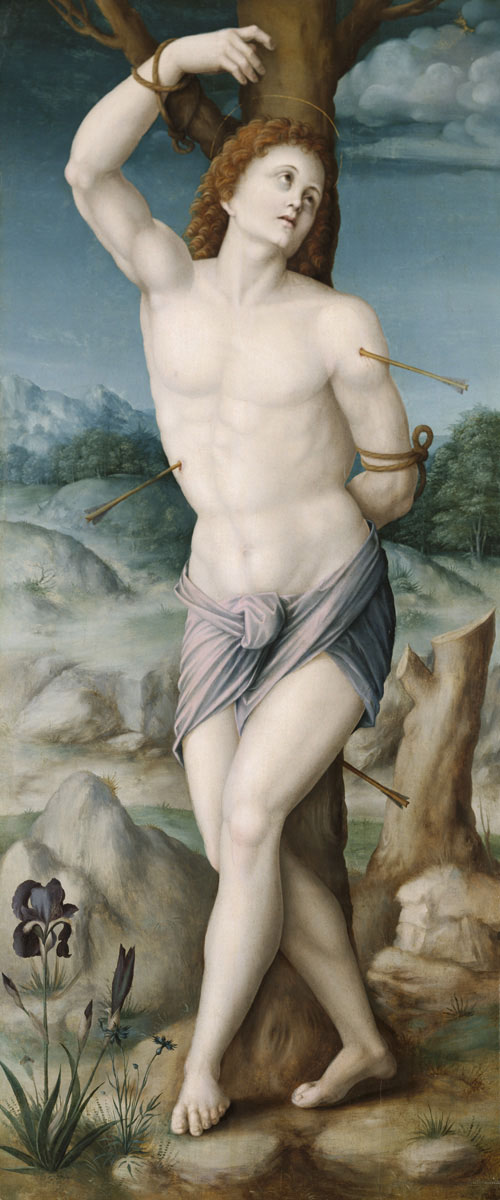
Svatý Šebestián

Narodil ve Florencii 1. března 1494. Jeho otec Ubertino di Bartolomeo (1446 – 1505) pracoval jako zlatník.
V roce 1540 začal Bacchiacca působit jako malíř na dvoře vévody Cosima I. Medicejského (1537–1574) a vévodkyně Eleonory z Toleda. První velkou zakázkou Bacchiaccy bylo vymalovat stěny a strop vévodovy soukromé pracovny rostlinami, zvířaty a krajinou. Jako dvorní malíř namaloval Bachiacca také ve 30. – 40. letech 16. století obraz Svatého Šebestiána.
Francesco Bacchiacca zemřel ve Florencii dne 5. října roku 1557.

## Galerie

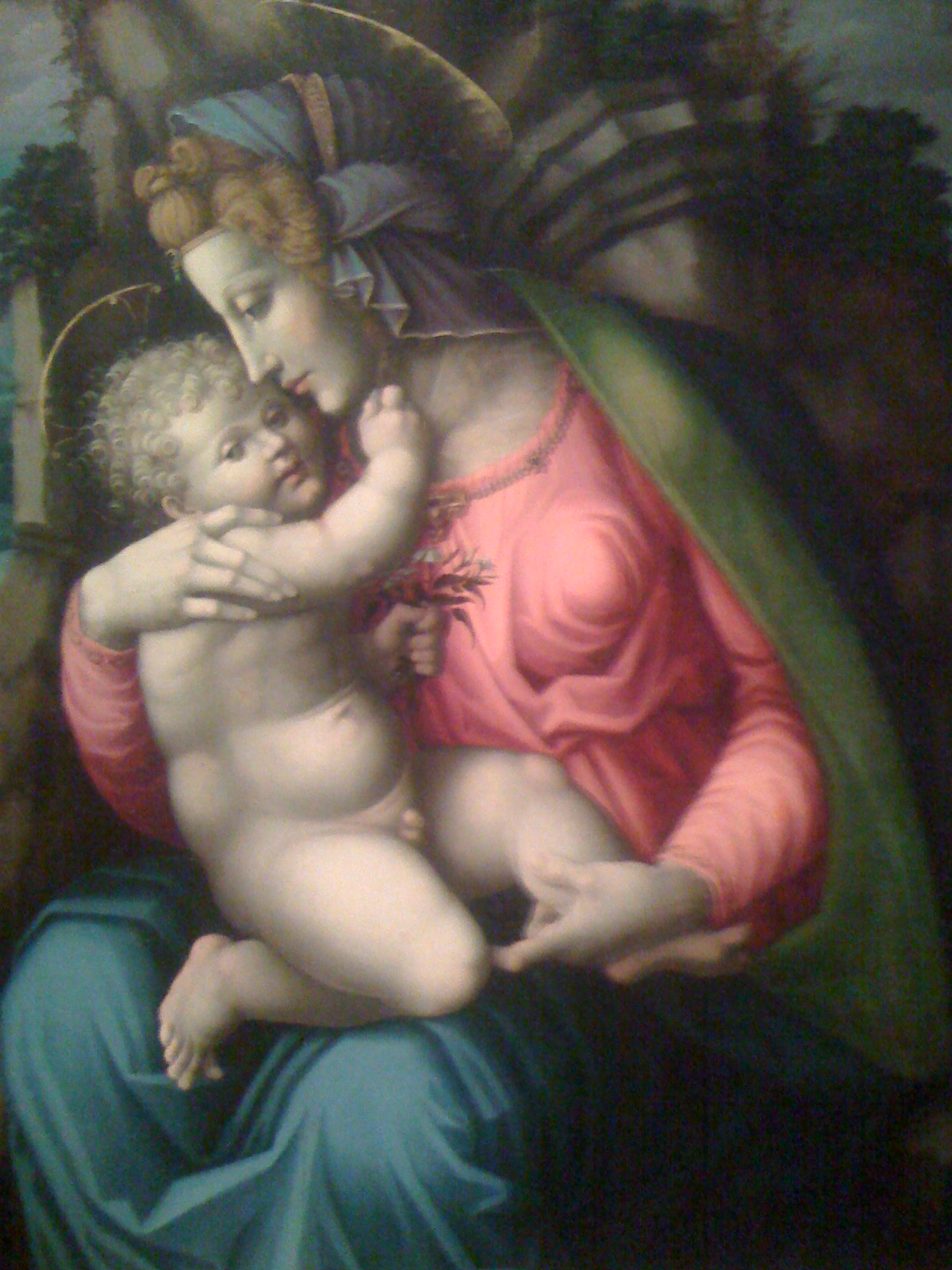
Madonna a dítě v krajině
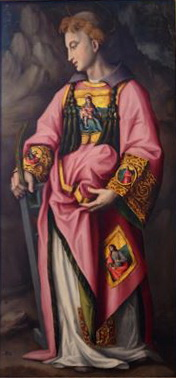
Svatý Vavřinec
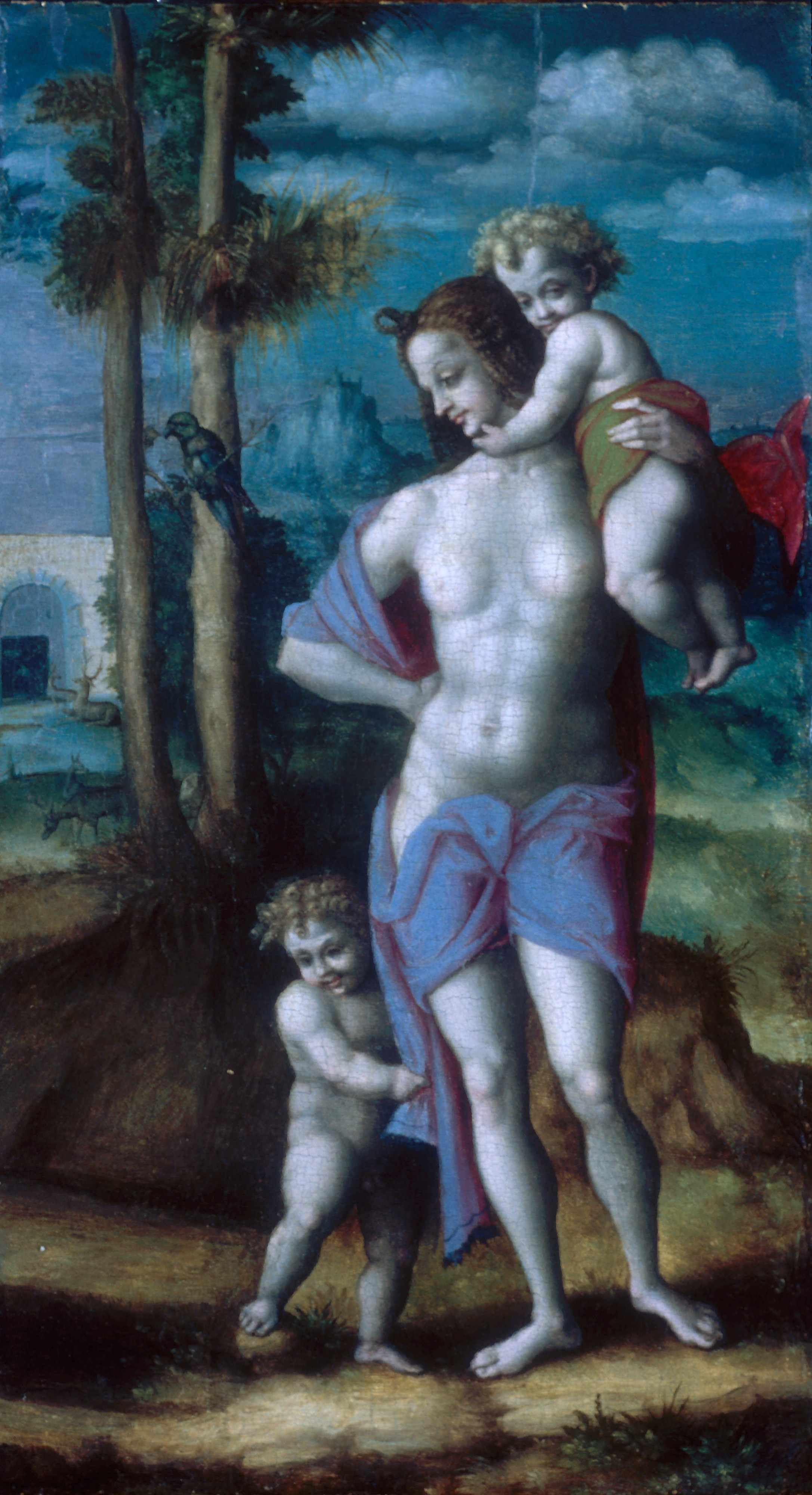
Eva s Kainem a Ábelem
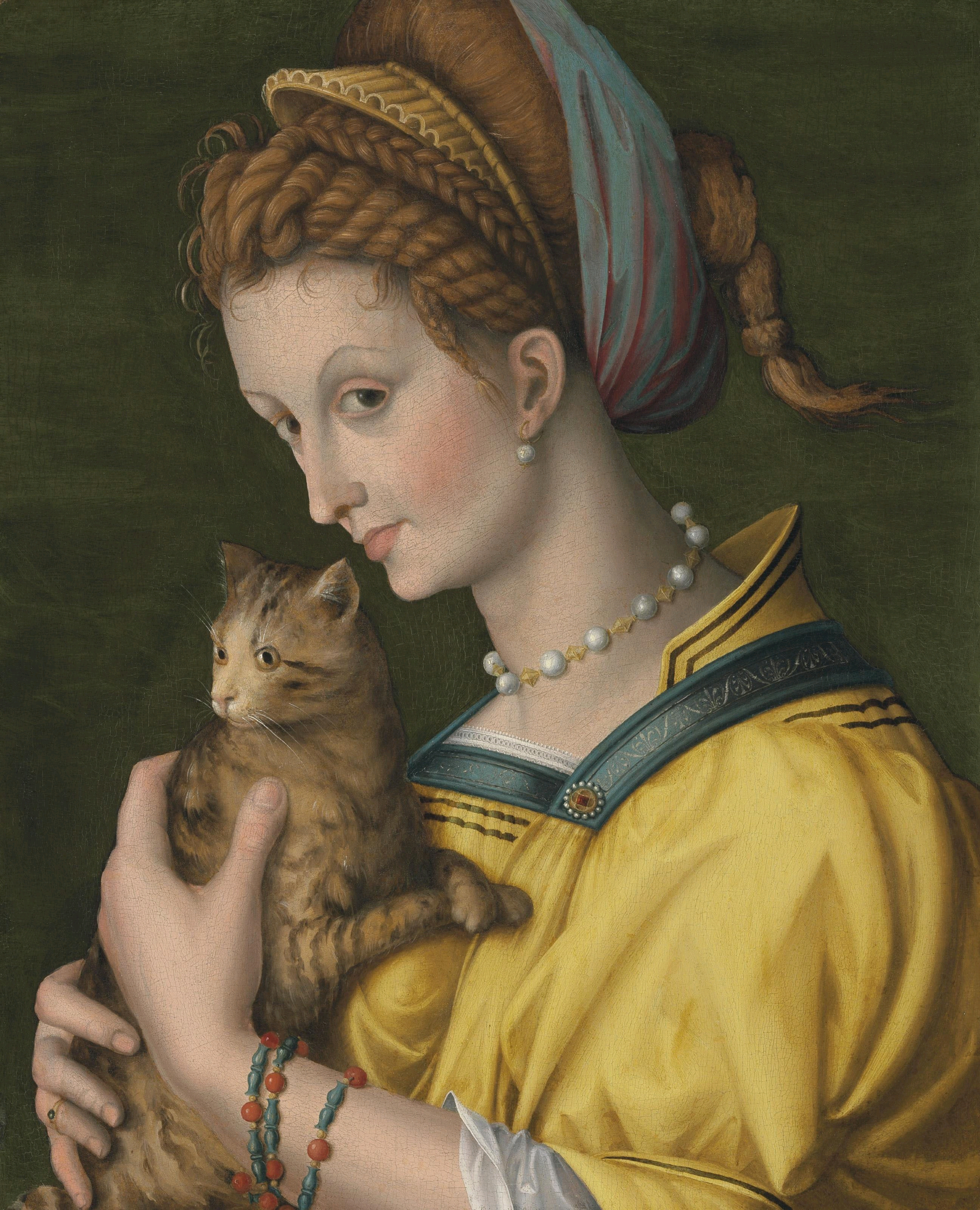
Portrét mladé dámy držící kočku